# Pachet
Pachet (egip. Pḫ.t) – staroegipska bogini władająca Pustynią Wschodnią, łowczyni przedstawiana w postaci lwicy.
Jej imię oznaczało dosłownie „Drapiąca”. Kult miał charakter lokalny. Oddawano jej cześć w okolicach Beni Hassan. Utożsamiana z Artemidą przez Greków, którzy jej świątynię skalną (tzw. speos) w XV nomie określali mianem Speos Artemidos. Tamtejszy jej kult nie jest poświadczony przed okresem Średniego Państwa. 
Z zapisów kalendarza liturgicznego z Edfu wynika, że doroczne święto bogini przypadało 4 dnia miesiąca Farmuti.
W mitologii Egipcjan zaliczana jest wraz z Mafdet do tzw. bóstw odwetu.
Odpowiadającym jej bogiem Pustyni Zachodniej był Ha, wyobrażany jednak antropomorficznie, z hieroglificznym znakiem pustyni na głowie.